# Iphiclides
Iphiclides este un gen de fluturi din familia Papilionidae.

## Specii
Acest gen conține trei specii:
- Iphiclides podalirius (Scopoli, 1763) – Fluturele coadă de sabie
- Iphiclides podalirinus (Oberthür, 1890) – Fluturele coadă de sabie de China
- Iphiclides feisthamelii (Duponchel, 1832) – Fluturele coadă de sabie sudic

### I. podalirius
Iphiclides podalirius, denumit și fluturele coadă de sabie, este un fluture găsit în grădini, pe câmpuri și în regiunile păduroase deschise. Se găsește în zonele cu multe flori și adesea în livezi. Este larg răspândit în Europa, cu excepția zonelor nordice. Zonele de răspândire ale acestui fluture se întind spre nord, înspre Saxonia și Polonia centrală, spre est înspre Asia Mică și Transcaucazia și până la Peninsula Arabică, India și înspre vest până în China. Specia este din ce în ce mai rară, datorită pierderii habitatului și a plantelor cu care se hrănește. Acesta este protejat cu legea în unele țări europene. În unele provincii din Austria este considerat puternic-amenințat și nedeterminat în restul Europei.

### I. feisthamelii
Iphiclides feisthamelii este un fluture găsit în Peninsula Iberică și în Africa de nord-vest. Altădată, era considerat ca fiind o subspecie a lui I. podalirius.

### I. podalirinus
Iphiclides podalirinuseste o specie mai puțin cunoscută de fluture ce se găsește în China, care a fost de asemenea considerată ca fiind o subspecie a lui I. podalirius. Nu se cunosc momentan date despre starea acestei specii.